# Rock Cup
A Rock Cup é uma das principais competições de futebol em Gibraltar. É organizada pela GFA e disputada desde a temporada 1894-95. A partir da temporada de 2014, o campeão do torneio se classifica para a primeira pré-eliminatória da Liga Europa da UEFA.

## Formato
O torneio é disputado por todas as equipes da primeira e segunda divisão (sendo que desta duas equipes são sorteadas para entrar diretamente nas Oitavas de Final). A Rock Cup é dispitada no formato de jogo único.

## Campeões
- 1894–95 - Gibraltar FC
- 1926-27 - Lincoln Red Imps
- 1935-36 - HMS Hood
- 1936-37 - Britannia FC
- 1937-38 - Europa
- 1938-39 - 2nd Battalion The King's
- 1939-40 - Britannia FC
- 1940-41 - Lincoln Red Imps
- 1941-42 - A.A.R.A.
- 1942-43 - RAF New Camp
- 1943-44 - 4th Btallion Royal Scott
- 1945-46 - Europa
- 1946-47 - Gibraltar United
- 1947-48 - Britannia FC
- 1948-49 - Prince of Wales FC
- 1949-50 - Europa
- 1950-51 - Europa
- 1951-52 - Europa
- 1953-73 - Lincoln Red Imps
- 1973-74 - Manchester United
- 1974-75 - Glacis United
- 1975-76 - 2nd Battalion RGJ
- 1976-77 - Manchester United
- 1977-78 - Lincoln Red Imps
- 1978-79 - St Joseph's
- 1979-80 - Manchester United
- 1980-81 - Glacis United
- 1981-82 - Glacis United
- 1982-83 - St Joseph's
- 1983-84 - St Joseph's
- 1984-85 - St Joseph's
- 1985-86 - Lincoln
- 1986-87 - St Joseph's
- 1987-88 - RAF Gibraltar
- 1988-89 - Lincoln Reliance
- 1989-90 - Lincoln
- 1990-91 - Lincoln Red Imps
- 1991-92 - St Joseph's
- 1992-93 - Lincoln
- 1993-94 - Lincoln
- 1994-95 - St Theresas FC
- 1995-96 - St Joseph's
- 1996-97 - Glacis United
- 1997-98 - Glacis United
- 1998-99 - Lincoln Red Imps

### Finais desde o ano 2000
| Temporada | Campeão           | Resultado        | Finalista                     |
| --------- | ----------------- | ---------------- | ----------------------------- |
| 1999-00   | Gibraltar United  | 4 - 1            | Glacis United                 |
| 2000-01   | Gibraltar United  | 0 - 0 (4-3 pen.) | Newcastle                     |
| 2001-02   | Newcastle         | 3 - 2            | Gibraltar United              |
| 2002-03   | Manchester United | 2 - 2 (4-3 pen.) | Newcastle                     |
| 2003-04   | Newcastle         | 9 - 0            | St Joseph's                   |
| 2004-05   | Newcastle         | 8 - 0            | Gibraltar United              |
| 2005-06   | Newcastle         | 1 - 1 (3-1 pen.) | Glacis United                 |
| 2006-07   | Newcastle         | 6 - 0            | St Joseph's                   |
| 2007-08   | Lincoln           | 3 - 0            | PWC Laguna                    |
| 2008-09   | Lincoln           | 4 - 0            | Shamrock 101                  |
| 2009-10   | Lincoln           | 5 - 1            | Gibraltar United              |
| 2010-11   | Lincoln           | 2 - 1            | Glacis United                 |
| 2011-12   | St Joseph's       | 5 - 1            | Lions Gibraltar Football Club |
| 2012-13   | St Joseph's       | 3 - 1            | Manchester United             |
| 2013-14   | Lincoln           | 1 - 0            | College Europa Football Club  |
| 2014-15   | Lincoln           | 4 - 1            | Lynx FC                       |
| 2016      | Lincoln           | 2 - 0            | Europa                        |
| 2017      | Lincoln           | 3 - 0            | Europa                        |

Nota: Newcastle FC foi um nome temporário de Lincoln FC entre os anos de 2002 e 2007.